# 磯野日出夫
磯野 日出夫（いその ひでお、生年不明　- 2022年5月22日）は、日本の医学者・教育者および理事長である。岐阜県立医科大学（現：岐阜大学医学部）卒業。医学に関する論文・著作が多数ある。位階勲等は正四位瑞宝中綬章。

## 主たる研究分野
- 「組織学」、「肉眼解剖学」、「上皮小体[1]」ほか

## 活動実績
- 岐阜大学教授
- 平成医療短期大学学長。

## 主な研究実績
- 「加重力環境下の上皮小体の実験的電顕的研究・薬剤投与の影響」（1986年～1987年度）
- 「加重力環境下の上皮小体の実験的電顕的研究ー加齢および妊娠・産褥の影響 」（1989年～1990年）

## 著作
- 『受験生理学 ― 出題頻度と各科関連』（南江堂出版。1978年）
- 『図説解剖生理学』（内藤欽司・江藤義春との共著。1990年）
- 『人体組織学第6巻 上皮小体部分』（朝倉書店）
- 『Wolf-Heidegger's Atlas of Human Anatomy』（西村書店）

## 所属学会
- 日本解剖学会
- 日本電子顕微鏡学会
- 日本臨床電子顕微鏡学会
- 日本臨床生理学会
- 岐阜県東洋医学研究会

## 受賞・栄典
- 1992年（平成4年） 浙江医科大学栄誉賞
- 1993年（平成5年）
  - 岐阜新聞大賞学術賞
  - 岐阜医学功労賞
- 2008年（平成20年）11月3日 瑞宝中綬章[2][3]
- 2022年（令和4年）5月22日 正四位[4]